# Isarachnanthus nocturnus
Espèce
Isarachnanthus nocturnus est une espèce de cnidaires de la famille des Arachnactidae.

## Systématique
Le nom valide complet (avec auteur) de ce taxon est Isarachnanthus nocturnus (Hartog, 1977).
L'espèce a été initialement classée dans le genre Arachnanthus sous le protonyme Arachnanthus nocturnus Hartog, 1977,.
Isarachnanthus nocturnus a pour synonyme :
- Arachnanthus nocturnus Hartog, 1977

## Publication originale
- (en) J. C. Den Hartog, « Descriptions of two new Ceriantharia from the Caribbean region, Pachycerianthus curacaoensis n. sp. and Arachnanthus nocturnus n. sp., with a discussion of the cnidom and of the classification of the Ceriantharia », Zoologische Mededelingen, NBC, vol. 51, no 14,‎ 1977, p. 211-242 (ISSN 0024-0672 et 1876-2174, OCLC 212304577, lire en ligne).